# کوه کرسنت (واشنگتن)
کوه کرسنت (به انگلیسی: Crescent Mountain) یک کوه در ایالات متحده آمریکا است که در Mount Rainier National Park واقع شده‌است. کوه کرسنت  ۲٬۰۴۶٫۷۶ متر بالاتر از سطح دریا واقع شده‌است.